# Патвин
Патвин (на английски: Patwin) е Калифорнийско индианско племе, живяло в долната част на долината на Сакраменто, западно от реката, достигайки на запад почти да Санфранциския залив. Името на племето идва от тяхната дума „патуин – хора“, която е използвана от няколко техни групи като собствено име. Племето било разделено на 3 подразделения, имащи общо 35 села и носещи името на съответната област, която обитавали:
- Калуса патвин
- Граймс
- Найт Ландинг

Най-голямата политическа организация било подплемето, което имало едно основно село, с няколко по-малки села около него. То имало относително независимост и определена територия. Алфред Крьобер дефинира 7 подплемена за Калуса патвин, 9 за Граймс и 2 за Найт Ландинг. Всяко село имало вожд, чиято позиция се наследявала по бащина линия от най-големия син.
Около 1800 г. насилствено са приобщени към испанските мисии в района. Повечето от оцелелите патвин, в последвалите години или се смесват с бялото население, или са затворени в малки резервати през 1850-те и 1860-те. Повечето от тези резервати днес не съществуват.
Жилищата им, както и церемониалните домове били частично вкопани в земята, с куполовидна форма и покрити с треви и пръст.
Практикували култа Куксу.